# Petra Cremers
Petra Cremers (Roermond, 13 januari 1957) is een Nederlandse kinderboekenschrijfster en journaliste.

## Levensloop
Cremers studeerde Nederlands aan de Universiteit Utrecht. Ze debuteerde als kinderboekenschrijver in 2001 bij Uitgeverij Holland met het jeugdboek Mickey Magnus. Sindsdien verschenen meerdere jeugdboeken van haar hand. Deze spelen zich af in de realiteit met vaak een school of een gezin als decor. Cremers geeft tevens schrijfcursussen en is daarnaast freelancejournalist.